# Talor Battle
Talor Battle (* 16. September 1988 in Harrisburg, Pennsylvania) ist ein US-amerikanischer professioneller Basketballspieler. Anfang Dezember 2011 wechselte er nach Deutschland und unterschrieb einen Vertrag bei den Telekom Baskets Bonn.
Von 2007 bis 2011 spielte Battle für die Penn State University in Pennsylvania. Dort war er die letzten beiden Jahre Topscorer des Teams. Nach seinem Abschluss an der Uni wurde er jedoch von der NBA nicht berücksichtigt und wechselte nach Europa. Er unterschrieb einen Vertrag bei Cholet Basket in Frankreich. Dort sanken seine Einsatzzeiten bis Ende November allerdings rapide, sodass er darum bat den Verein nach sechs Meisterschaftsspielen verlassen zu können. Battle erhielt daraufhin ein Angebot aus Deutschland und wechselte zu den Telekom Baskets Bonn. In der Sommerpause 2012 spielte Battle für die Los Angeles Clippers in der NBA Summer League. Zur Saison 2012/2013 erhielt Battle keinen neuen Vertrag in Bonn und wechselte nach Italien zum Zweitligisten Orlandina Basket. In Italien konnte sich Battle als einer der Topscorer des Teams und der gesamten Liga etablieren. Zur Saison 2013/2014 wechselte Battle nach Belgien zu Erstligist Belfius Mons-Hainaut.

## Erfolge
- 2009: Berufung in das US-College Auswahlteam
- 2fache Berufung ins “All-Big Ten 2nd Team”